# Metsküla (Lääneranna)
Koordinaten: 58° 43′ N, 23° 37′ O
Metsküla (deutsch Metsküll) ist ein Dorf (estnisch küla) in der Landgemeinde Lääneranna im Kreis Pärnu (bis 2017: Landgemeinde Lihula im Kreis Lääne).

## Beschreibung und Geschichte

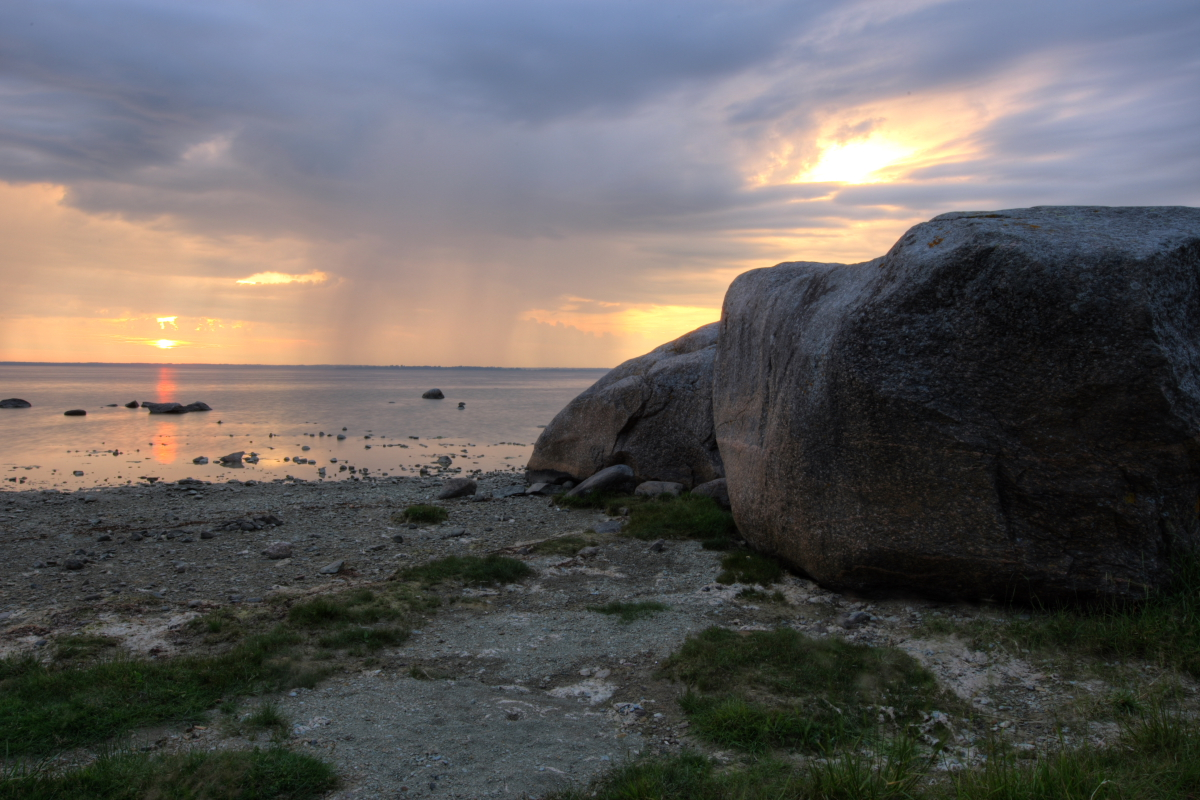
Die Näärikivid am Ostsee-Strand von Metsküla

Der Ort hat 51 Einwohner (Stand 31. Dezember 2011).
Das Dorf wurde im Jahr 1480 angelegt. 1514 ist es unter dem Namen Jummellmark urkundlich belegt. 1565 wurde es Sthor Degerskoo genannt. 1798 ist es als Stordirskog-Metkülla verzeichnet.

## Findlinge
Westlich, südlich und östlich des Dorfes erstreckt sich ein Waldgebiet. Im Norden grenzt Metsküla an die Bucht von Matsalu (Matsalu laht). Dort liegen zwei große Findlinge, die sogenannten Näärikivid. Sie erhielten ihre Bezeichnung nach dem gleichnamigen Bauernhof Nääri talu. Die Findlinge und weitere Steine stehen seit 1937 unter staatlichem Schutz.
Vom Dorfkern aus führt in Strandnähe ein Naturlehrpfad an den Findlingen vorbei zum westlich gelegenen Dorf Saastna auf der gleichnamigen Halbinsel (Saastna poolsaar).

## Dendrarium
Bei Metsküla befindet sich am Bauernhof Kägi (Kägi talu) ein Versuchs-Dendrarium aus einstmals 45 Birnbäumen, von denen vierzig noch erhalten sind. Sie wachsen bis zu zwölf Meter hoch.